# Juan Francisco Sandoval
Juan Francisco Sandoval Alfaro (nascido em 1982) é um advogado e promotor guatemalteco que atuou como Chefe da Procuradoria Especial contra a Impunidade de setembro de 2015 a julho de 2021.

## Biografia
Foi nomeado chefe da Fiscalía Especial Contra la Impunidad (FECI) da então procuradora-geral Thelma Aldana em 2015.
Sandoval foi aliado de Aldana na investigação de casos contra os ex-presidentes Alfonso Portillo, Álvaro Arzú, Álvaro Colom e Otto Pérez Molina, entre outros. Após o mandato de Aldana, Sandoval iniciou investigações por possível corrupção contra o ex-presidente Jimmy Morales e o então presidente Alejandro Giammattei.
Sandoval manteve uma relação tensa com a sucessora de Aldana, María Consuelo Porras, que acabou destituindo-o em julho de 2021. Segundo o Departamento de Estado dos Estados Unidos, ela “prejudicou ativamente” as investigações de corrupção conduzidas por Sandoval e sua equipe. Cerca de dois meses após a sua destituição, o Departamento de Estado a incluiu numa lista de funcionários "corruptos e antidemocráticos".
Sandoval Alfaro, como outros juristas guatemaltecos, encontra-se exilado.